# Tenshi no Wakemae / Peak HATESHINAKU Soul KAGIRINAKU
«Tenshi no Wakemae/Peak HATESHINAKU Soul KAGIRINAKU» (天使のわけまえ / ピーク果てしなくソウル限りなく). Es el 30.º Sencillo de la banda japonesa GLAY, salido a la venta el 19 de mayo de 2004. Salió en 2 ediciones, una la normal y la otra la Edición X-RATED, que salió a la venta 6 días después, con 8 versiones diferentes de sus conciertos en Hokkaido, Tohoku, Hokuriku, Kanto, Tokai, Kansai, Tsugoku y Kyushu.

## Canciones
Edición Normal
1. Tenshi no Wakemae
2. Peak Hateshinaku Soul Kagirinaku
3. BEAUTIFUL DREAMER(LIVE)
4. Toki no Shizuku~Overture

Edición X-RATED
Hokkaido
1. Tenshi no Wakemae
2. Peak Hateshinaku Soul Kagirinaku
3. BEAUTIFUL DREAMER(LIVE)
4. coyote,colored darkness (Live version)

Tohoku
1. Tenshi no Wakemae
2. Peak Hateshinaku Soul Kagirinaku
3. Runaway Runaway (Live version)
4. THE FRUSTRATED (Live version)

Hokuriku
1. Tenshi no Wakemae
2. Peak Hateshinaku Soul Kagirinaku
3. STREET LIFE (Live version)
4. Minamigochi (Live version)

Kanto
1. Tenshi no Wakemae
2. Peak Hateshinaku Soul Kagirinaku
3. BLAST (Live version)
4. Peak Hateshinaku Soul Kagirinaku (Live version)

Tokai
1. Tenshi no Wakemae
2. Peak Hateshinaku Soul Kagirinaku
3. HIGHCOMMUNICATIONS (Live version)
4. ALL I WANT (Live version)

Kansai
1. Tenshi no Wakemae
2. Peak Hateshinaku Soul Kagirinaku
3. BUGS IN MY HEAD (Live version)
4. Billionaire Champagne Miles Away (Live version)

Tsugoku
1. Tenshi no Wakemae
2. Peak Hateshinaku Soul Kagirinaku
3. Ano Natsu Kara Ichiban Tooi Basho (Live version)
4. Mugen no déjà vu Kara (Live version)

Kyushu
1. Tenshi no Wakemae
2. Peak Hateshinaku Soul Kagirinaku
3. Tenshi no Wakemae (Live version)
4. Toki no Shizuku (Live version)